# Becoe
Becoe ist eine osttimoresische Aldeia. Sie liegt im Osten des Sucos Lahane Oriental (Verwaltungsamt Nain Feto, Gemeinde Dili). Im Nordwesten grenzt Becoe an die Aldeias Sare und Temporal und im Südwesten an die Aldeia Suhu Rama. Im Nordosten befindet sich der Suco Becora und im Südosten der Suco Ailok. Die Besiedlung beschränkt sich nahezu ausschließlich auf eine Überlandstraße. In Becoe leben 1479 Menschen (2015).